# Roque Larraquy
Roque Larraquy (Buenos Aires, 1975) es un escritor, guionista y docente argentino. Su primera novela, La comemadre (2011), fue finalista en el 2018 del Premio Nacional del Libro de los Estados Unidos. Además, ha sido traducido a los idiomas inglés, alemán, francés, italiano, portugués, turco, ruso, griego y persa.

## Biografía
Roque Larraquy nació en el año 1975 en la ciudad de Buenos Aires, Argentina. En el 2011, publicó en la editorial Entropía su primera novela, La comemadre, que fue nominada en el 2018 al Premio Nacional del Libro de los Estados Unidos y el Best Translated Book Award.
En 2014, publicó en Eterna Cadencia y en colaboración con Diego Ontiver su segunda novela, Informe sobre ectoplasma animal. En el 2020, editó en la misma editorial su tercera novela, La telepatía nacional, que fue nombrada por The New York Times como uno de los 10 mejores libros escritor en español de ese año.
Desde el 2016 hasta el 2022, Larraquy fue director de la Licenciatura en Artes de la Escritura de la Universidad Nacional de las Artes.

## Obra

### Novela
- La comemadre (2011, Entropía; 2022, Fulgencio Pimentel)
- Informe sobre ectoplasma animal (2014, Eterna Cadencia, en colaboración con Diego Ontivero)
- La telepatía nacional (2020, Eterna Cadencia; 2021, Fulgencio Pimentel)